# Ha*Ash
Ha*Ash is een Amerikaans muzikaal duo uit Lake Charles, Louisiana, gevormd door Ashley Grace (1985) en haar zus Hanna Nicole (1987). Hun naam Ha*Ash is een afkorting voor "Hanna" en "Ashley".
Als kind bespeelden Hanna en Ashley 's zondags muziekinstrumenten in een christelijke kerk. In 2002 kozen ze voor een muzikale carrière door liedjes te componeren en op te nemen. Ze braken internationaal door in 2004.

## Leden van de band
- Hanna Nicole Pérez Mosa – zang, gitaar, basgitaar, piano, drum, mondharmonica.[5]
- Ashley Grace Pérez Mosa – zang, gitaar, basgitaar, piano, melodica.[6]

## Tournees
- Ha*Ash Tour (2003-2004)
- Mundos opuestos Tour (2006–2007)
- Habitación Doble Tour (2008–2009)
- A Tiempo Tour (2011–2013)
- 1F Hecho Realidad Tour (2015-2017)
- Gira 100 años contigo (2018-2020)

## Discografie

### Albums
| Titel                               | Datum van verschijnen | Label            | Drager               | Opmerkingen |
| ----------------------------------- | --------------------- | ---------------- | -------------------- | --- |
| Ha*Ash                              | 11-05-2003            | Sony Music Latin | Cd, download         | AMPROFON: platina, AMPROFON: goud |
| Mundos Opuestos                     | 27-09-2005            | Sony Music Latin | Cd, download         | AMPROFON: platina, AMPROFON: goud |
| Habitación Doble                    | 01-08-2008            | Sony Music Latin | Cd, download         | AMPROFON: goud |
| A Tiempo                            | 16-05-2011            | Sony Music Latin | Cd, download         | AMPROFON: 2xplatina + goud |
| Primera Fila: Hecho Realidad (Live) | 11-11-2014            | Sony Music Latin | Cd/dvd, lp, download | AMPROFON: 4x platina + goud, UNIMPRON: 2x platina, RIAA: platina, IFPI CHL: goud, CAPIF: goud, ASINCOL, Platina, IFPI Centraal-Amerika: platina. |
| 30 de febrero                       | 01-12-2017            | Sony Music Latin | Cd, lp, download     | AMPROFON: platina |
| En Vivo (Live)                      | 06-12-2019            | Sony Music Latin | Cd/dvd, lp, download | |

### Singles
| Titel                            | Datum van verschijnen | Album/ep         | Opmerkingen                                           |
| -------------------------------- | --------------------- | ---------------- | ----------------------------------------------------- |
| «Odio amarte»                    | 2003                  | Ha*Ash           |                                                       |
| «Estés donde estés»              | 2003                  | Ha*Ash           |                                                       |
| «Te quedaste»                    | 2004                  | Ha*Ash           |                                                       |
| «Soy mujer»                      | 2004                  | Ha*Ash           |                                                       |
| «Si pruebas una vez»             | 2004                  | Ha*Ash           |                                                       |
| «Amor a medias»                  | 2005                  | Mundos Opuestos  |                                                       |
| «Me entrego a ti»                | 2005                  | Mundos Opuestos  |                                                       |
| «¿Qué hago yo?»                  | 2006                  | Mundos Opuestos  | AMPROFON: goud                                        |
| «Tu mirada en mi» (USA)          | 2006                  | Mundos Opuestos  |                                                       |
| «No te quiero nada»              | 2008                  | Habitación Doble |                                                       |
| «Lo que yo sé de ti»             | 2008                  | Habitación Doble |                                                       |
| «Tú y yo volvemos al amor»       | 2009                  | Habitación Doble |                                                       |
| «Impermeable»                    | 2011                  | A Tiempo         | AMPROFON: goud                                        |
| «Te dejo en libertad»            | 2011                  | A Tiempo         | AMPROFON: goud + platina                              |
| «Todo no fue suficiente»         | 2012                  | A Tiempo         |                                                       |
| «De dónde sacas eso»             | 2012                  | A Tiempo         | AMPROFON: goud                                        |
| «Perdón, perdón»                 | 2014                  | Primera Fila     | AMPROFON: 4x platina                                  |
| «Lo aprendí de ti»               | 2015                  | Primera Fila     | AMPROFON: 3x platina                                  |
| «Ex de verdad»                   | 2015                  | Primera Fila     | AMPROFON: 2x platina                                  |
| «No te quiero nada ft Axel»      | 2015                  | Primera Fila     | AMPROFON: goud                                        |
| «Dos copas de más»               | 2015                  | Primera Fila     | AMPROFON: platina                                     |
| «Sé que te vas»                  | 2016                  | Primera Fila     | AMPROFON: goud                                        |
| «100 Años ft Prince Royce»       | 2017                  | 30 de febrero    | AMPROFON: 2x platina, RIAA: goud, UNIMPRO: 2x platina |
| «Ojalá»                          | 2017                  | 30 de febrero    | AMPROFON: goud                                        |
| «30 de febrero ft Abraham Mateo» | 2017                  | 30 de febrero    | AMPROFON: goud                                        |
| «No pasa nada»                   | 2018                  | 30 de febrero    | AMPROFON: platina                                     |
| «Eso no va a suceder»            | 2018                  | 30 de febrero    | AMPROFON: platina                                     |
| «¿Qué me faltó?»                 | 2019                  | 30 de febrero    | AMPROFON: goud                                        |